# Моту (язык)
Моту — язык народа моту, один из многочисленных языков Папуа — Новой Гвинеи. Занимает довольно сильные позиции по сравнению с другими языками региона, и довольно распространён, особенно в районе столицы — Порт-Морсби.
Иногда называется «настоящий моту» или «чистый моту» для отличения его от пиджина хири-моту — одного из официальных языков Папуа — Новой Гвинеи.
Моту относится к океанийским языкам и имеет некоторые общие черты как с полинезийскими, так и с микронезийскими языками.
В юго-восточной части острова Новая Гвинея в качестве торгового языка развилась упрощенная версия моту. Первоначально она называлась «полицейский моту», сейчас более известна как хири моту. К моменту провозглашения независимости хири моту занимал третье место по числу носителей (после ток-писина и английского) среди более чем 800 языков Папуа — Новой Гвинеи, однако в последнее время его использование сокращается из-за растущей популярности ток-писина.

## Генеалогическая и ареальная информация
Моту — язык племени моту, живущего вдоль южного побережья Папуа-Новой Гвинеи, примерно на 80 километров вдоль берега в обе стороны от столицы, Порт-Морсби. Считается, что моту поселились здесь не менее двух тысячелетий назад. Язык моту принадлежит к австронезийской семье, малайско-полинезийской надветви.

## Социолингвистическая информация
Язык моту довольно заметен среди языков Папуа-Новой Гвинеи, в том числе благодаря своей пиджин версии, хири-моту, которая некоторое время была основным языком межнационального общения на острове, но сейчас вытесняется английским и другим пиджином — ток-писином.
Народ моту занимает множество географически отделенных друг от друга поселений, между которыми живут люди, говорящие на папуасском языке коита. Самое большое поселение, в котором говорят на языке моту, Хануабада («большая деревня»), на самом деле является объединением пяти меньших деревень, в одной из которых говорят на языке коита. Таким образом, между народами моту и коита существует длительное взаимодействие, включающее торговлю и смешанные браки. Из-за такой географической отдаленности носителей друг от друга в языке существуют заметные территориальные различия. Эталонным считается язык жителей Хануабады.
К моменту начала колонизации представители народа моту активно торговали с другими племенами, в том числе живущими достаточно далеко от них и разговаривающими на неавстронезийских языках. В процессе торговли происходило и лингвистическое взаимодействие. Представители народа моту проводили до трех месяцев в соседних поселениях, пытаясь выучить язык другого племени. Такие торговые экспедиции на языке моту назывались «хири» В результате образовалось четыре различных диалекта языка моту:
- так называемый «настоящий» или «чистый» моту — изначальный язык племени моту
- диалект, возникший в результате взаимодействия с языками группы корики

В этом случае представителям народа моту удалось выучить большую часть лексики корики, но они пользовались лишь упрощенной версией грамматики.
- диалект, возникший в результате взаимодействия с языками группы элема

Вероятно из-за значительных лексических различий между языками этой группы, представители народа моту не смогли усвоить достаточное количество лексики и поэтому в получившемся языке содержатся как лексические, так и грамматические компоненты обоих контактных языков.
- хири-моту (полицейский моту)

Для общения с приезжавшими к ним представителями других народов представители народа моту использовали специальную упрощенную версию своего языка. Она же использовалась и в общении с европейцами. В результате эта версия языка стала языком политического и экономического управления на территории всей Британской Папуа-Новой Гвинеи, отсюда название полицейский моту. Название хири-моту происходит от названия торговых экспедиций, из-за неверного представления о том, что в них лежит основа этого языка.

## Типологическая характеристика

### Тип выражения грамматических значений и характер границы между морфемами
Язык моту — синтетический агглютинативный язык. Границы морфем почти всегда однозначны и морфемы несут в себе одно грамматическое значение.
- E-gwau-heni-gu-dika-dika-va.

SBJ.PRS.3SG-ругать-давать-OBJ.1SG-плохо~ADV-PAST:CONT
«Он грязно (букв. „плохо“) обругал меня»

### Тип маркирования в именной группе и в предикации

#### В именной группе
зависимостное
- mero sina-na,

boy mother-POSS.SG
мама мальчика
- boroma kwara-dia,

pig head-POSS.PL
головы свиней
- Число показателя посессива зависит от числа обладающего, а не обладаемого. Например, следующая конструкция является двусмысленной:

hahine natu-na,
woman child-POSS.SG
ребёнок (или дети) женщины
- Такая посессивная конструкция используется только для неотчуждаемой собственности или для обозначения локализации:

ruma lalo-nа
house inside-POSS.SG
внутренность дома
- В остальных случаях используются притяжательные местоимения

una tau ena ruma
that man his house
дом того мужчины

#### В предикации
Вершинное маркирование:
- na-ita-mu

SBJ.PRS.1Sg-see-OBJ.2PL
Я вас вижу

### Тип ролевой кодировки
В языке моту представлен трехчленный тип ролевой кодировки.
Существуют три отличных показателя ядерных актантов глагола: для агенса переходного глагола, для пациенса переходного глагола и для единственного ядерного актанта непереходного глагола.
- Morea ese boroma e-ala-ia

Morea ERG pig SBJ.PRS.3SG-kill-OBJ.3SG
Мореа убил свинью.
- Morea e-mahuta

Morea SBJ.PRS.3SG-sleep
Мореа спит.
- tau na vada e-la, the man has gone;

man DEF.SG PRF SUBJ.PRS.3SG
Мужчина ушёл.

### Базовый порядок слов
Базовый порядок слов — SOV. Такой порядок слов изначально характерен для папуасских языков, с которых он распространился на большую часть региона Папуа-Новая Гвинея.
- tau ese mero na buka e-hen-ia

man ERG boy DEF.SG book SUBJ.PRES.3SG-give-OBJ.3SG
мужчина дал мальчику книгу

## Фонология
Большинство слов в моту имеют столько же согласных, сколько и гласных, в некоторых преобладают согласные. Поскольку существует всего пять гласных звуков, язык сравнительно легок в произношении.
|         | Передние | Средние | Задние |
| Верхние | i        |         | u      |
| Средние | e        |         | o      |
| Нижние  |          |         | a      |

Имеется 16 согласных: b, d, g, h, k, l, m, n, p, r, s, t, v, w и звонкий велярный спирант, обозначающийся буквой ḡ. Буква «w» используется только в сочетании с «g» или «k» («gw» и «kw»).
|                          | Губно-губные | Губно-зубные | Aльвеолярные | Заднеязычные | Глоттальные |
| Взрывные                 | p b          |              | t d          | k g          |             |
| Носовые                  | m            |              | n            |              |             |
| Дрожащие                 |              |              | r            |              |             |
| Фрикативные              |              | v            | s            | ɣ            | h           |
| Латеральный аппроксимант |              |              | l            |              |             |

Ударение обычно не предсказывается фонетическим составом слова и в некоторых случаях служит для различения множественного и единственного числа существительных, например:
kekéni 'девочка' kékeni 'девочки'.
В языке моту допустимы только открытые слоги. В устной речи, если за словом, оканчивающимся на -a, следует слово, начинающееся на e- или a-, то первая a опускается. Это правило не распространяется на конечные -a в глагольных показателях лица и числа. В этом случае две гласные соединяются звуком -v-.

## Морфология

### Глагол
Глагольная основа не изменяется. Большинство глагольных категорий (род, число, наклонение, дейксис, отрицательность) выражается через форму субъектного показателя. При этом субъектные показатели в настоящем и прошедшем времени не различаются.
Кроме того, суффикс -va указывает на продолженное действие в прошлом, а -mu на продолженное действие в настоящем. Приставка he- переводит глагол в пассивный залог. Частица vada обозначает перфект.
Субъектный показатель стоит перед глаголом, объектный — после, показатель продолженного действия стоит после наречия образа действия, если такое имеется. Показатель пассива находится ближе к глаголу, чем субъектный показатель.
- e-raka-haraga-mu

SUBJ.PRS.3SG-walk-quickly-PRS.CONT
Он быстро идёт.
- b-asi-na-kara-ia

FUT-NEG-SBJ.1SG-do-OBJ.3SG
Я не буду это делать.
- e-he-duru he-heni

SUBJ.PRS.3SG-PASS-help PASS-give
они помогли друг другу
- vada e-he-kara

PRF SBJ.PRS.3SG-PASS-do
это было сделано

### Имя существительное и имя прилагательное
У существительного очень мало собственных грамматических категорий. В некоторых существительных с помощью удвоения первого слога, переноса ударения или супплетивизма указывается число, но в большинстве случаев число указывается на глаголе или через определённый артикль.
- mero, мальчик

memero, мальчики
- haneulato, девочка-подросток

ulato, девочки-подростки
Для прилагательных, наоборот, указание числа обязательно. Множественное число неопределенных прилагательных образуется удвоением первого слога. Для определённых прилагательных показателем числа служит определённый артикль.
- au dika-dia

tree bad-DEF.PL
the bad trees
- tau namo-na

man good-DEF.SG
the good man
- au di~dika,

tree PL~bad
bad trees
Удвоение всей основы существительного несёт или уменьшительно-ласкательное, или обобщающее значение. Удвоение основы прилагательного означает или усиление, или уменьшение присутствия признака.
- kekeni, девочка

kekeni-kekeni, маленькая девочка
- hua, один банан

huahua, вообще фрукт
- goeva, чистый

goevagoeva, очень чистый
- metau, тяжелый

metau-metau, не очень тяжелый

### Числительное
| число   | моту                                      | дословно             |
| 1       | ta                                        |                      |
| 2       | rua                                       |                      |
| 3       | toi                                       |                      |
| 4       | hani                                      |                      |
| 5       | ima                                       |                      |
| 6       | taura-toi                                 | дважды три           |
| 7       | hitu                                      |                      |
| 8       | taura-hani                                | дважды четыре        |
| 9       | taura-hani-ta                             | дважды четыре и один |
| 10      | gwauta                                    |                      |
| 20      | ruahui                                    |                      |
| 23      | ruahui-toi                                |                      |
| 80      | taurahani-ahui                            |                      |
| 100     | sinahu-ta                                 |                      |
| 101     | sinahu-ta dikoana ta или sinahu-ta mai ta |                      |
| 300     | sinahu-toi                                |                      |
| 2,000   | daha-rua                                  |                      |
| 20,000  | gerebu-rua                                |                      |
| 100,000 | domaga-ta                                 |                      |

При пересчете людей используются особые формы числительных от двух до восьми. При пересчете рыбы, свиней и кенгуру-валлаби используются особые формы числительных от десяти до двадцати девяти. При пересчете кокосов используется квантификатор varo (веревка).
- varo-ta niu

string-one coconut
десять кокосов
При пересчете длинных предметов, например деревьев, домов, копий, каноэ, используется квантификатор au (дерево).
- auhitu vagani

tree-seven canoe
семь каноэ

### Деривация
Слова в моту достаточно легко переходят из одной части речи в другую. Так, некоторые глаголы без какого бы то ни было изменения формы переходят в существительные, а прилагательные — в наречия и абстрактные существительные.
- haraga

быстрый, быстро
- goada

сильный, сила
- doko

закончить, конец
Такой переход может также осуществляться благодаря различным аффиксам или редупликации основы.
- nari-a

заботиться
henari
забота
- tore-a

писать
toretore
процесс писания

## Письменность
Письменность языка моту основана на латинском алфавите. Для письма на языке моту используется алфавит из 19 букв: a, b, d, e, g, ḡ, h, i, k, l, m, n, o, p, r, s,
t, u, v, w. Буква w используется в диграфах kw и gw. Буква ḡ обозначает фонему /ɣ/.